# Vittorio Hösle
Vittorio Hösle (Milán, 25 de junio de 1960) es un pensador alemán nacido en Italia. En la actualidad imparte clases de filosofía, política social y literatura alemana en la University of Notre Dame en Indiana (EE. UU.).
Es el autor de multitud de trabajos filosóficos de gran relevancia dentro del panorama contemporáneo. Entre sus obras destacan Hegels System (1987), Moral und Politik (1997) o Woody Allen. Filosofía del humor (2002). Su última obra, Kurze Geschichte der deutschen Philosophie (2013), sintetiza el devenir de la filosofía alemana desde sus orígenes hasta nuestros días. El foco temático sobre el cual se concentran sus investigaciones gira en torno a asuntos tan variados como el idealismo alemán, la historia de las ideas, la ética del discurso, la filosofía práctica o la ecología, tema este último al cual, por cierto, Hösle se consagra en su libro del 1991 Die Philosophie der ökologischen Krise. Vittorio Hösle es un gran amante de la literatura. Entre sus obras favoritas se encuentra El Quijote, obra que ha leído en castellano. 
Vittorio Hösle es un pensador original. En sus planteamientos vincula un "idealismo objetivo" con una teoría de la intersubjetividad. Cabe destacar su intento de armonizar la filosofía de Hegel y Platón con la pragmática trascendental de Karl-Otto Apel. En Moral und Politik, considerado por mucho como su opus magnus, examina los fundamentos sobre los cuales ha de reposar la legitimidad política en las sociedades del siglo XXI. 
Filósofo mundialmente reconocido, Hösle ha impartido cursos y seminarios a lo largo y ancho de todo el mundo. Moscú, Nápoles, Porto Alegre, Seúl o Nueva York son sólo algunos de los lugares en los que Hösle ha hecho valer su fama internacional.
En la actualidad es miembro consejero del "Comité para una ONU Democrática". En septiembre de 2013 fue nombrado por el Papa Francisco miembro de la Academia Pontificia de las Ciencias Sociales.

## Biografía
Vittorio Hösle es el hijo de Johannes Hösle, profesor de filología románica, y de Carla Hösle. Nacido en Milán, pasó los primeros años de su infancia en esta ciudad italiana, en la que por aquel entonces su padre ejercía como director del Goethe-Institut. En 1966 se trasladó a Alemania con su familia. Joven superdotado, realizó a la edad de 17 años  (no sin haberse saltado previamente varios cursos académicos) su prueba de selectividad en la ciudad bávara de Ratisbona. En el transcurso de sus años escolares residió un año en Barcelona , donde además tuvo la ocasión de familiarizarse con el español y el catalán. Hösle también habla italiano, francés, inglés, ruso y noruego. La lengua en la que mejor se desenvuelve es sin embargo el alemán, en la que ha publicado la mayoría de sus escritos, los cuales, ha fecha de hoy, han sido traducidos al menos a 20 idiomas diferentes. A pesar de su juventud, Vittorio Hösle ha dado a la imprenta unos 35 libros y al menos 125 artículos. Cabe reseñar que Hösle es hoy en día una "especie de celebridad, tema monográfico de dos documentales que han sido retransmitidos por dos cadenas de televisión a lo largo y ancho del continente europeo, llegando incluso a esquinas del globo tan recónditas como Corea" .
Hösle estudió filosofía, historia general de las ciencias, filología clásica e indología en las universidades de Ratisbona, Tubinga, Bochum y Friburgo de Brisgovia. En 1982, con apenas 22 años, obtiene el grado de doctor por la Universidad de Tubinga, con un trabajo dedicado al análisis de la estructura de la historia de la filosofía, problemática que aborda centrándose de forma paradigmática en las figuras de Platón y Parménides.  Precisamente en esa ciudad se habilita Hösle en 1986 con trabajo titulado Subjetividad e intersubjetividad. Investigaciones sobre el sistema de Hegel. En junio de 1986 comenzó a desempeñar su actividad docente y académica en calidad de Privatdozent en la facultad de filosofía de la Universidad de Tubinga, recalando ese mismo año en la New School for Social Research de Nueva York, donde fue nombrado profesor asistente visitante para, dos años más tarde, devenir profesor asociado. Desde 1989 hasta 1990 fue profesor invitado en la universidad de Ulm. Entre 1990 y 1991 permaneció en el departamento alemán de la Ohio State University. Entre 1992 y 1993 obtuvo nuevamente una cátedra como profesor invitado en el departamento de ciencias del medio ambiente en la ETH Zürich. En 1997 fue nombrado director del Instituto de Investigación para la Filosofía de Hannover. Desde el año 199 trabaja como profesor en la universidad de Notre Dama/USA. Debido a la impresionante precocidad, de la cual dan testimonio sus logros académicos y profesionales, Hösle pasó a ser conocido en la Alemania de los años 80 como el "Boris Becker de la filosofía".
Vittorio Hösle no sólo destaca por su trayectoria como autor de obras filosóficas de gran interés; Hösle ha traducido e introducido al alemán a Ramon Llull (Logica Nova), así como a Giambattista Vico (Sciencia Nuova). Su obra de mayor difusión es "Café de los filósofos muertos", traducida al castellano y publicada en la editorial Anaya (ISBN 9788420782157). Hösle ha sido profesor invitado en EE. UU., Rusia, Noruega, Brasil y Corea del Sur.

## Obras
- Wahrheit und Geschichte. Studien zur Struktur der Philosophiegeschichte unter paradigmatischer Analyse der Entwicklung von Parmenides bis Platon. Stuttgart/ Bad Cannstatt 1984, ISBN 3-7728-0889-1.[5][6]
- Hegels System. Der Idealismus der Subjektivität und das Problem der Intersubjektivität. 2 Bde. Meiner, Hamburg 1987, ISBN 3-7873-0705-2, ISBN 3-7873-0706-0.[7][8]
- Hösle (Hrsg.): Die Rechtsphilosophie des Deutschen Idealismus. Band Nr. 9 In: Schriften zur Transzendentalphilosophie. Hamburg 1989, ISBN 3-7873-0967-5.
- Die Krise der Gegenwart und die Verantwortung der Philosophie. Transzendentalpragmatik, Letztbegründung, Ethik. München 1990, ISBN 3-406-39274-1.
- Philosophie der ökologischen Krise. München 1991, ISBN 3-406-38368-8.
- Philosophiegeschichte und objektiver Idealismus. München 1996, ISBN 3-406-39259-8.
- Moral und Politik. Grundlagen einer Politischen Ethik für das 21. Jahrhundert. München 1997, ISBN 3-406-42797-9 (bei Google-Books)[9]
- Die Philosophie und die Wissenschaften. Beck, München 1999, ISBN 3-406-42109-1 (bei Google Books)
- Darwin. (zus. mit Christian Illies), Freiburg/ Basel/ Wien 1999, ISBN 3-7661-6660-3.[10][11]
- Woody Allen. Versuch über das Komische. München 2001, ISBN 3-423-34254-4 (Disponible en castellano: Woody Allen. Filosofía del humor. Tusquets 2002, ISBN 978-84-8310-833-8)
- Das Café der toten Philosophen. Ein philosophischer Briefwechsel für Kinder und Erwachsene. (zus. mit Nora K.), 2. Auflage. München 2001, ISBN 3-406-47574-4. (traducida a 12 idiomas)
- Philosophie und Öffentlichkeit. Würzburg 2003, ISBN 3-8260-2445-1.
- Platon interpretieren. Paderborn 2004, ISBN 3-506-71688-3.
- Der philosophische Dialog. München 2006, ISBN 3-406-54219-0.
- Vernunft an die Macht: Streitgespräch zwischen Boris Groys und Vittorio Hösle. Berlín / Wien: Turia & Kant 2011, ISBN 978-3-85132-653-6.
- Eine kurze Geschichte der deutschen Philosophie. Rückblick auf den deutschen Geist. Beck, München 2013, ISBN 978-3-406-64864-9

## Ediciones en castellano
- Hösle, Vittorio (2002). Woody Allen: filosofía del humor. Tusquets Editores. ISBN 978-84-8310-833-8.

- Nora, K.; Hösle, Vittorio (2001). El café de los filósofos muertos. Anaya. ISBN 978-84-207-8215-7.

- Groys, Boris; Hösle, Vittorio (2015). La razón al poder: una discusión. Editorial Pre-Textos. ISBN 978-84-15894-76-6.